# Hethum II.

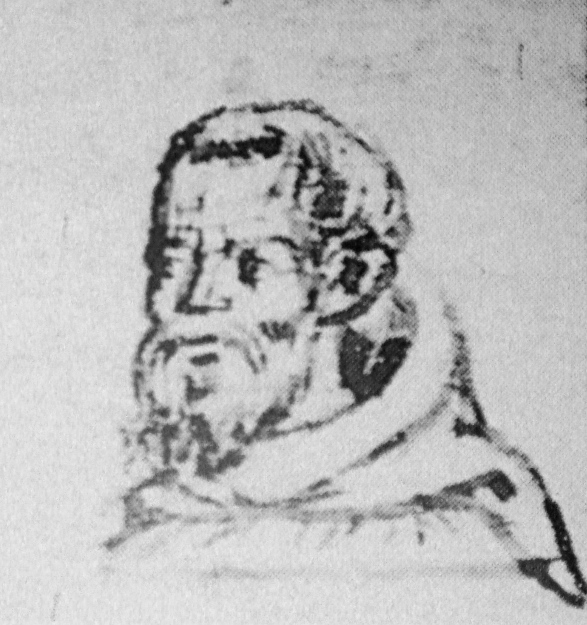
Hethum II. als Franziskaner

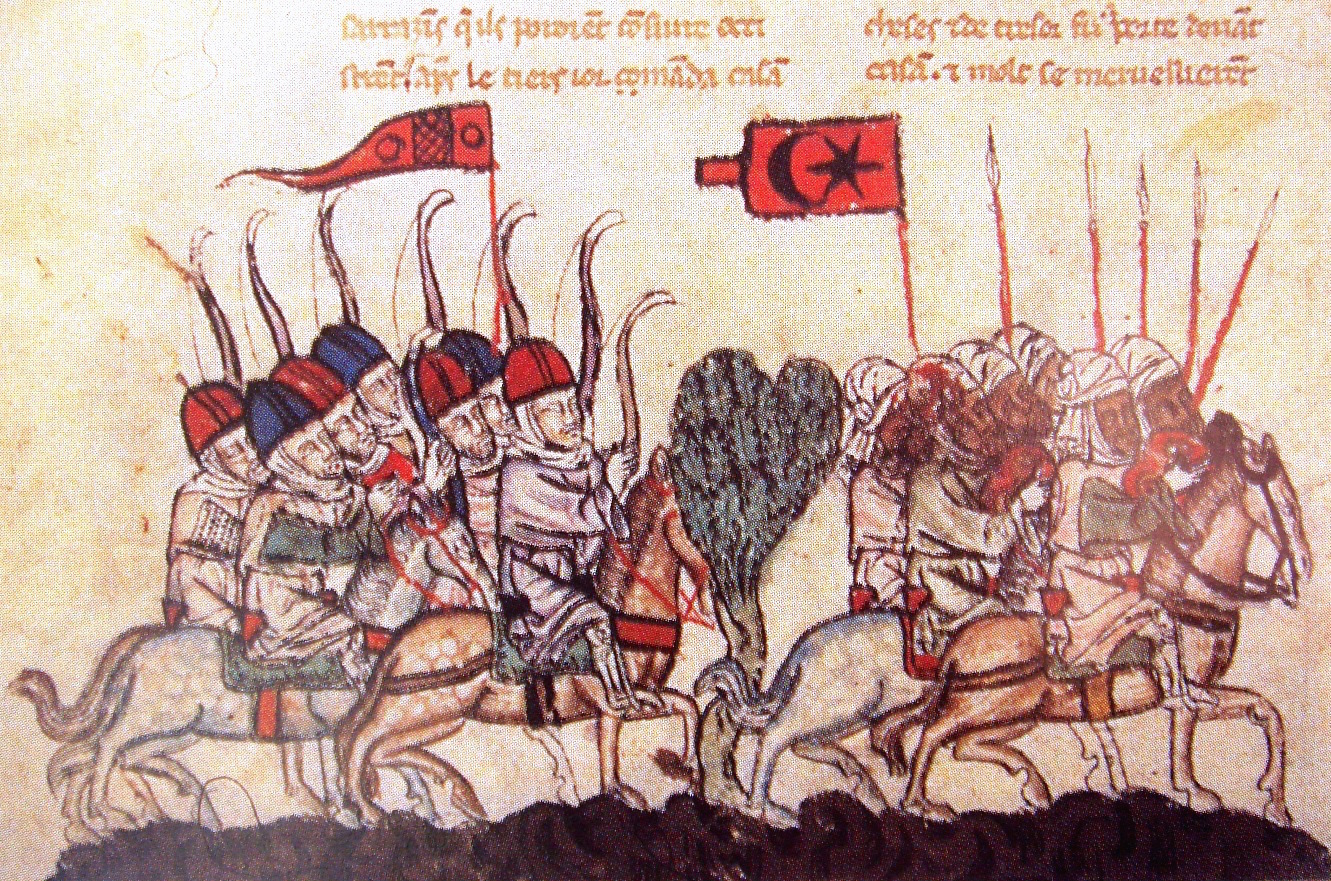
Sieg der Mongolen (links) über die Mamluken (rechts) in der Schlacht von Wadi al-Khazandar 1299.

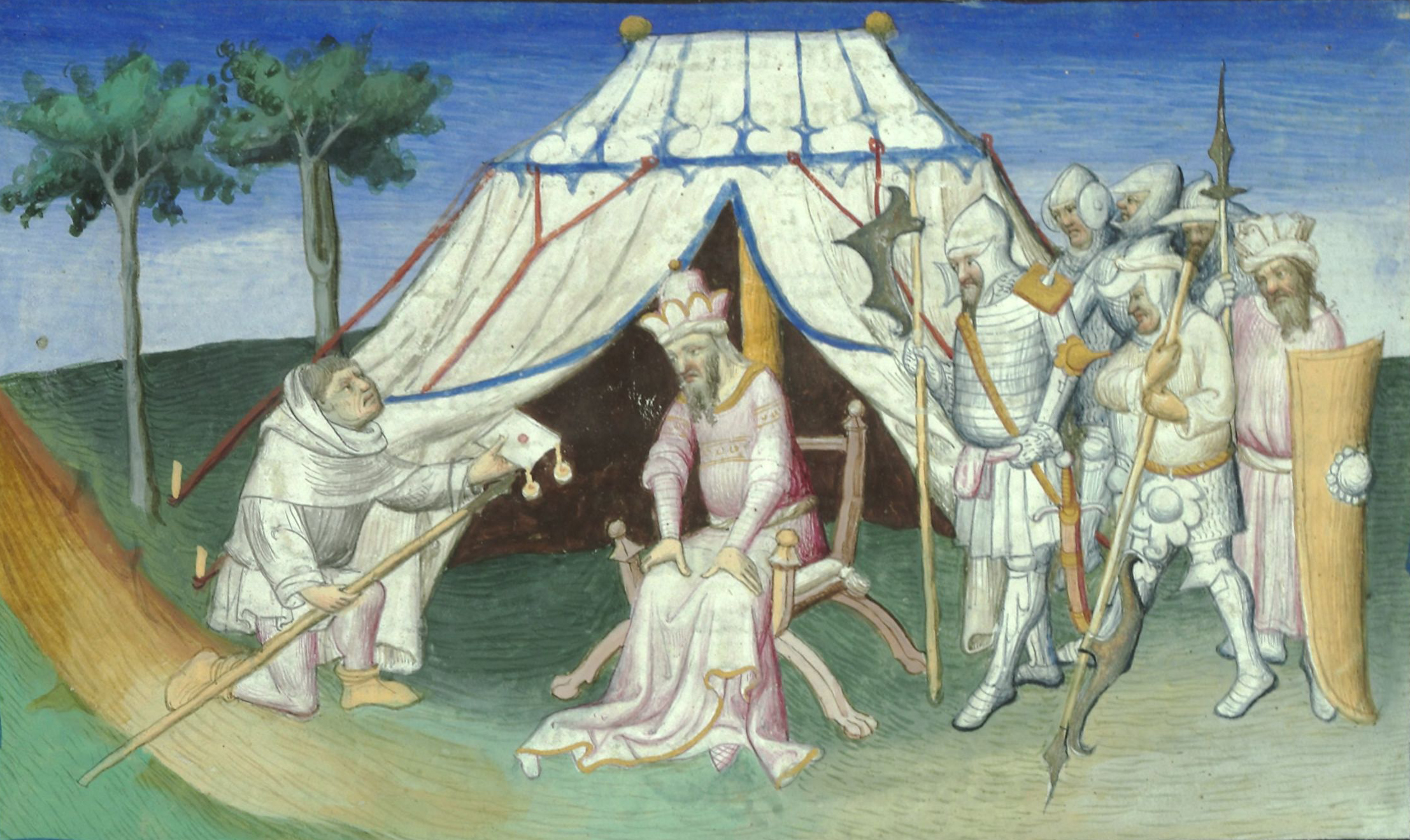
Ghazan fordert 1303 Hethum II. auf, Qutlughschahs Angriff auf Damaskus zu unterstützen

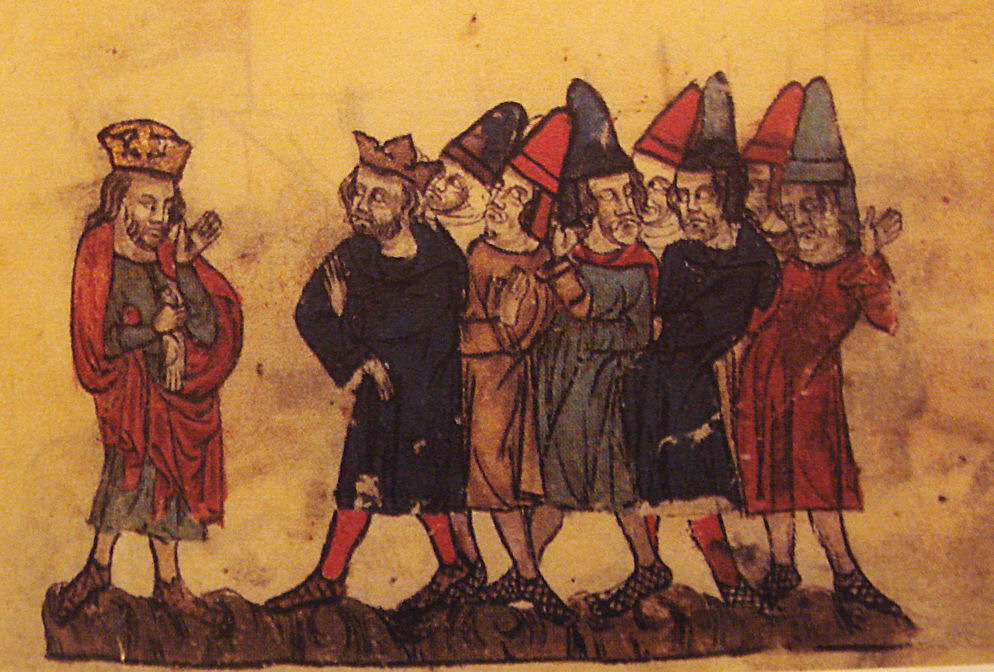
1303 nimmt Hethum II. (links) Abschied von Ghazan und den Mongolen

Hethum II. (armenisch Հեթում Բ, * 1266; † August 1307) war von 1289 bis 1293, erneut von 1295 bis 1296 und von 1299 bis 1301 König von Kleinarmenien. Von 1301 bis 1305 war er Regent des Königreichs.

## Erste Regierungszeit
Hethum war ein Sohn von König Leon III. und Keran (Kir Anna), Tochter des Fürsten Hethum von Lambron. Er gehörte der Dynastie der Hethumiden an. Sein Großvater war König Hethum I., der in den 1240er Jahren ein Bündnis mit dem mongolischen Reich der Ilchane geschlossen hatte. Hethum II. heiratete (nach 1324) Helvis von Lusignan, die Tochter König Hugos III. von Zypern.
Hethum II. übernahm 1289 die Regierung. 1292 überfiel der ägyptische Mamluken Sultan al-Malik al-Ashraf Chalil, der bereits ein Jahr zuvor das Königreich Jerusalem erobert hatte, das Königreich Kleinarmenien. Nach der Eroberung von Hromgla war Hethum gezwungen Behesni, Marasch und Tel Hamdoun aufzugeben. 1293 dankte er zugunsten seines Bruders Thoros III. ab, und trat als Bruder Johannes in das Franziskanerkloster von Mamistra ein.

## Zweite Regierungszeit
1295 bat Thoros Hethum, die Macht wieder zu übernehmen, um die Allianz mit dem mongolischen Reich der Ilchane zu erneuern. Hetum reiste im Frühjahr 1295 zu Il-Khan Baidu, der kurz zuvor Nachfolger des verstorbenen Il-Khans Gaichatu geworden war, um ihm seine Reverenz zu erweisen. Diese Initiative war erfolgreich. 1296 gewannen Hethum und Thoros einen weiteren Verbündeten in dem Byzantinischen Reich. Sie reisten nach Konstantinopel, um Rita von Armenien, eine Schwester der beiden, mit Michael IX. Palaiologos,
dem Mitkaiser von Andronikos II. zu verheirateten. Während ihrer Abwesenheit übernahm ihr Bruder Sempad mit Hilfe von Konstantin III., einem weiteren Bruder, die Macht im Königreich und ließ Hethum und Thoros bei ihrer Rückkehr in Caesarea gefangen nehmen. Sie wurden in die Festung Partzerpert gebracht, wo Sempad Hethum durch Kauterisation teilweise blenden ließ. 1298 wurde Thoros in Partzerpert ermordet; Konstantin jedoch wandte sich gegen Sempad und befreite Hethum. Dieser übernahm 1299 die Macht erneut, nachdem sich seine Sehkraft wieder gebessert hatte.

## Dritte Regierungszeit und Regentschaft für Leon IV.
Im Sommer 1299 sandte König Hethum II. eine Botschaft an Ghazan, den mongolischen Il-Khan von Persien und bat um seine Unterstützung. Ghazan marschierte mit seinen Truppen Richtung Syrien und sandte Botschaften an den König von Zypern und die Führer des Templerordens, des Johanniterordens und des Deutschen Ordens. Er forderte sie auf, mit ihm gemeinsam einen Angriff auf die Mamluken in Syrien durchzuführen. Der erste Brief wurde am 21. Oktober 1299 und der zweite im November abgeschickt. Es gibt keine Hinweise auf eine Antwort.
Die Mongolen und ihre Verbündeten besiegten die Mamluken in der Schlacht von Wadi al-Khazandar am 23. oder 24. Dezember 1299. Armenische Hilfskontingente waren entscheidend am Sieg der Mongolen beteiligt.
Die Armenier erhielten einige verlorene Gebiete zurück. In der entscheidenden Schlacht bei Marj es-Suffer südlich von Damaskus 1303 wurden die Verbündeten jedoch, obwohl die Mongolen eine gewaltige Streitmacht von ca. 80.000 Mann aufboten, von den Mamluken geschlagen. Hethum musste vom Schlachtfeld nach Mossul zum mongolischen Il-Khan Ghazan flüchten. Dieser Feldzug gilt als die letzte große mongolische Invasion in Syrien.
Hethum überließ die Krone Thoros’ 17-jährigem Sohn Leon IV. Er zog sich in ein Kloster zurück, behielt jedoch das Amt des Regenten von Kleinarmenien.
Als Ghazan am 10. Mai 1304 starb, waren auch die Hoffnungen auf eine schnelle Rückeroberung des Heiligen Landes mit Hilfe der Ilchane zerstört. 1304 setzten die Mamluken ihre Angriffe auf Kleinarmenien fort. Es gelang ihnen, alle Gebiete, die die Armenier während der mongolischen Invasion erworben hatten, zurückzugewinnen. 1305 führten Hethum II. und sein Neffe Leon eine armenische Armee zu einem letzten Sieg über die mamlukischen Reiter in der Schlacht bei Baghras.
Die von Hethum II. 1307 vollzogene Union von Sis mit dem Papsttum wurde von der Bevölkerung nicht gebilligt. Im August 1307 lud der mongolische Emir Bilarghu Hethum II. und Leon IV. zu Verhandlungen nach Anazarba ein und tötete beide. Er setzte damit ein Komplott gegen Hethum um, welches das Ziel verfolgte, dessen Bestrebungen zu unterbinden, die armenische Kirche mit Rom zu vereinen.